# Le Grand-Celland
Le Grand-Celland är en kommun i departementet Manche i regionen Normandie i norra Frankrike. Kommunen ligger i kantonen Brécey som tillhör arrondissementet Avranches. År 2022 hade Le Grand-Celland 595 invånare.

## Befolkningsutveckling
Antalet invånare i kommunen Le Grand-Celland
| Referens: INSEE |